# Maxime Roos
Maxime Roos (Clamart, 23 marzo 1995) è un cestista francese.